# Pachycephalidae
I Pachicefalidi (Pachycephalidae Swainson, 1831) sono una famiglia di uccelli passeriformi .

## Tassonomia
La famiglia comprende i seguenti generi e specie:
- Falcunculus Vieillot, 1816
  - Falcunculus frontatus (Latham, 1801)

- Coracornis Riley, 1918
  - Coracornis raveni Riley, 1918
  - Coracornis sanghirensis (Oustalet, 1881)

- Melanorectes Sharpe, 1877
  - Melanorectes nigrescens (Schlegel, 1871)

- Pachycephala Vigors, 1825
  - Pachycephala olivacea Vigors & Horsfield, 1827
  - Pachycephala rufogularis Gould, 1841
  - Pachycephala inornata Gould, 1841
  - Pachycephala cinerea (Blyth, 1847) - zufolatore delle mangrovie
  - Pachycephala albiventris (Ogilvie-Grant, 1894) - zufolatore dorsoverde
  - Pachycephala homeyeri (Blasius, W, 1890) - zufolatore culbianco
  - Pachycephala phaionota (Bonaparte, 1850)
  - Pachycephala melanorhyncha (Meyer, AB, 1874)
  - Pachycephala hyperythra Salvadori, 1876
  - Pachycephala modesta (De Vis, 1894)
  - Pachycephala philippinensis (Walden, 1872) - zufolatore ventregiallo
  - Pachycephala sulfuriventer (Walden, 1872)
  - Pachycephala hypoxantha (Sharpe, 1887)
  - Pachycephala meyeri Salvadori, 1890
  - Pachycephala simplex Gould, 1843
  - Pachycephala orpheus Jardine, 1849
  - Pachycephala soror Sclater, PL, 1874
  - Pachycephala fulvotincta Wallace, 1864
  - Pachycephala macrorhyncha Strickland, 1849
  - Pachycephala balim Rand, 1940
  - Pachycephala mentalis Wallace, 1863
  - Pachycephala pectoralis (Latham, 1801) - zufolatore dorato
  - Pachycephala occidentalis Ramsay, EP, 1878
  - Pachycephala citreogaster Ramsay, EP, 1876
  - Pachycephala orioloides Pucheran, 1853
  - Pachycephala collaris Ramsay, EP, 1876
  - Pachycephala feminina Mayr, 1931
  - Pachycephala chlorura Gray, GR, 1860
  - Pachycephala caledonica (Gmelin, JF, 1789)
  - Pachycephala vitiensis Gray, GR, 1860
  - Pachycephala vanikorensis Oustalet, 1875
  - Pachycephala jacquinoti Bonaparte, 1850
  - Pachycephala melanura Gould, 1843
  - Pachycephala flavifrons (Peale, 1848)
  - Pachycephala implicata Hartert, 1929
  - Pachycephala richardsi Mayr, 1932
  - Pachycephala nudigula Hartert, 1897
  - Pachycephala lorentzi Mayr, 1931
  - Pachycephala schlegelii Schlegel, 1871
  - Pachycephala aurea Reichenow, 1899
  - Pachycephala rufiventris (Latham, 1801)
  - Pachycephala monacha Gray, GR, 1858
  - Pachycephala leucogastra Salvadori & D'Albertis, 1875 - zufolatore panciabianca
  - Pachycephala arctitorquis Sclater, PL, 1883
  - Pachycephala griseonota Gray, GR, 1862
  - Pachycephala johni Hartert, 1903
  - Pachycephala lanioides Gould, 1840
  - Pachycephala tenebrosa (Hartlaub & Finsch, 1868)

- Pseudorectes Sharpe, 1877
  - Pseudorectes incertus (van Oort, 1909)
  - Pseudorectes ferrugineus (Bonaparte, 1850)

- Colluricincla Vigors & Horsfield, 1827
  - Colluricincla boweri Ramsay, EP, 1885
  - Colluricincla tenebrosa (Rothschild, 1911) - Tordo averla fuligginoso
  - Colluricincla megarhyncha (Quoy & Gaimard, 1832)
  - Colluricincla fortis (Gadow, 1883)
  - Colluricincla affinis (Gray, GR, 1862)
  - Colluricincla obscura (Meyer, AB, 1874)
  - Colluricincla discolor De Vis, 1890
  - Colluricincla tappenbecki Reichenow, 1898
  - Colluricincla rufogaster Gould, 1845
  - Colluricincla harmonica (Latham, 1801)
  - Colluricincla woodwardi Hartert, 1905